# Artemio (dux Aegypti)
Artemio (in latino Artemius; ... – Antiochia di Siria, 363) fu un dux dell'Impero romano, coinvolto negli scontri tra le differenti fazioni cristiane all'epoca dell'imperatore Costanzo II.
È venerato come santo (Megalomartire) dalla Chiesa ortodossa e dalla Chiesa cattolica, che lo festeggiano il 20 ottobre; nella tradizione maronita è noto come Shallita.

## Biografia
Di nobile famiglia, per ordine dell'imperatore romano Costanzo II, che era un cristiano ariano, Artemio andò a prendere le reliquie di sant'Andrea apostolo, san Luca evangelista e san Timoteo dai territori oltre il Danubio e le portò a Costantinopoli (3 marzo 357). Costanzo lo premiò nominandolo dux Aegypti, governatore militare dell'Egitto (360).
Entrato in carica, Artemio seguì la politica religiosa del suo imperatore, volta a promuovere l'Arianesimo perseguitando i vescovi fedeli alle posizioni sostenute dal concilio di Nicea. Diede infatti la caccia al vescovo Atanasio di Alessandria, torturando e uccidendo la sua seguace Eudemonia e cercandolo con l'aiuto di numerosi soldati nel monastero di Phbow. Quando il patriarca Teofilo di Alessandria ordinò il saccheggio del Serapeo, il tempio dedicato al dio Serapide, la popolazione locale si ribellò: Artemio intervenne ordinando alle proprie truppe di sedare la sommossa con la forza.
Nel 360 Giuliano succedette al cugino Costanzo; la popolazione di Alessandria accusò allora Artemio di malgoverno dinanzi al nuovo imperatore, portando tra gli esempi l'uso delle truppe contro la popolazione nell'episodio del Serapeo. Giuliano fece processare Artemio, il quale fu trovato colpevole e giustiziato.

## Agiografia e culto
L'agiografia cristiana fece di Artemio un martire della fede cristiana, sia ariana sia nicena.
Lo scrittore anti-niceno Filostorgio lo considerava un martire, per la sua persecuzione dei pagani e per la distruzione dei templi, per la persecuzione dell'esponente di punta della confessione nicena, Atanasio, e dei suoi seguaci, oltre che per la sua morte per mano di Giuliano.
Secondo la Storia ecclesiastica dello scrittore del V secolo Teodoreto di Cirro, Artemio avrebbe distrutto numerosi idoli e per questa ragione Giuliano avrebbe ordinato la confisca delle sue proprietà e la sua decapitazione. Vi sono varie opere agiografiche greche in cui appare il santo, tra cui la Passio Artemii. Giuliano avrebbe mandato a morte Artemio perché questi lo aveva criticato per aver condannato per la loro religione due vescovi cristiani, Eugenio e Macario.. Secondo l'agiografo settecentesco Alban Butler, non avrebbe mai aderito all'arianesimo e avrebbe permesso ad Atanasio di fuggire.
Le sue reliquie furono portate da Antiochia a Costantinopoli nel VI secolo, da un certo Ariste, e conservate nella chiesa di San Giovanni Battista; divenne uno dei principali "santi medici" bizantini, deputato alla cura dell'ernia e di affezioni agli organi genitali.

### Fonti primarie
- Passio Artemii
- Ammiano Marcellino, Storie

### Fonti secondarie
- Lieu, Samuel N.C. The Emperor Julian: Panegyric and Polemic,  Liverpool University Press, 1989, ISBN 0-85323-376-4, pp. 81–82.
- Lieu, Samuel N.C., e Dominic Montserrat, From Constantine to Julian: Pagan and Byzantine views: a source history, Psychology Press, 1996, ISBN 9780415093354
- «Artemius 2», PLRE I, p. 112.